# Джваненг
Джваненг (англ. Jwaneng) — город на юге Ботсваны, на территории Южного округа.

## История
Джваненг возник как шахтёрский городок для рабочих, занятых на расположенном поблизости алмазном карьере. Изначально являлся «закрытым городом», поселение было возможно только с разрешение владельцев карьера.

## Географическое положение
Город находится в северной части округа, на расстоянии приблизительно 112 километров к западу от столицы страны Габороне. Абсолютная высота — 1187 метров над уровнем моря.

## Население
По данным официальной переписи 2011 года численность населения составляла 18 063 человек.
Динамика численности населения города по годам:
| 1981  | 1991   | 2001   | 2011   | 2013   |
| ----- | ------ | ------ | ------ | ------ |
| 5 567 | 11 188 | 15 179 | 18 063 | 18 653 |

## Транспорт
В окрестностях города расположен одноимённый аэропорт (ICAO: FBJW, IATA: JWA).